# Mistrovství světa v ledním hokeji 1996
60. Mistrovství světa v ledním hokeji 1996 se konalo v Rakousku ve Vídni ve dnech 21. dubna – 5. května 1996. Mistrovství vyhrál reprezentační výběr Česka.
Mistrovství se zúčastnilo 36 mužstev, rozdělených podle výkonnosti do tří skupin. V A-skupině startovalo dvanáct účastníků, rozdělených do dvou šestičlenných skupin, z nichž první čtyři týmy postoupily do play off, kde se hrálo o medaile. Týmy, které skončily ve skupině na šestém místě, hrály o záchranu.

## Výsledky a tabulky

### Skupina A
|    |           | RUS | USA | CAN | GER | SVK | AUT | V | R | P | Skóre | B  |
| 1. | Rusko     | *** | 3:1 | 6:4 | 2:1 | 6:2 | 6:0 | 5 | 0 | 0 | 23:8  | 10 |
| 2. | USA       | 1:3 | *** | 1:5 | 4:2 | 4:3 | 5:1 | 3 | 0 | 2 | 15:14 | 6  |
| 3. | Kanada    | 4:6 | 5:1 | *** | 1:5 | 3:3 | 4:0 | 2 | 1 | 2 | 17:15 | 5  |
| 4. | Německo   | 1:2 | 2:4 | 5:1 | *** | 1:4 | 3:0 | 2 | 0 | 3 | 12:11 | 4  |
| 5. | Slovensko | 2:6 | 3:4 | 3:3 | 4:1 | *** | 1:2 | 1 | 1 | 3 | 13:16 | 3  |
| 6. | Rakousko  | 0:6 | 1:5 | 0:4 | 0:3 | 2:1 | *** | 1 | 0 | 4 | 3:19  | 2  |

| 21. dubna 1996 14:30 | Německo | 1:2 (0:1, 1:1, 0:0) | Rusko | Vídeň (Wiener Stadthalle) Návštěvnost: 7 000 |  |

| [Zpráva]              |                       |  |                                       |
| 34:11 Peter Draisaitl | 34:11 Peter Draisaitl |  | 6:01 Sergei Brylin 34:50 Alexej Jašin |

| 21. dubna 1996 18:30 | Kanada | 3:3 (0:0, 1:2, 2:1) | Slovensko | Vídeň (Wiener Stadthalle) Návštěvnost: 5 000 |  |

| [Zpráva]                                                 |                                                          |  |                                                          |
| 38:40 Jeff Friesen 50:31 Travis Green 55:28 Travis Green | 38:40 Jeff Friesen 50:31 Travis Green 55:28 Travis Green |  | 23:45 Ľubomír Sekeráš 29:29 René Pucher 57:57 Jozef Daňo |

| 22. dubna 1996 16:00 | Rakousko | 1:5 (0:1, 1:2, 0:2) | USA | Vídeň (Wiener Stadthalle) Návštěvnost: 5 000 |  |

| [Zpráva]              |                       |  | |
| 27:36 Richard Nasheim | 27:36 Richard Nasheim |  | 13:37 Darby Hendrickson 25:40 Thomas Pederson 33:04 Joseph Sacco 41:26 Christopher Tancill 47:22 Brain Bonin |

| 22. dubna 1996 20:00 | Rusko | 6:2 (2:1, 0:0, 4:1) | Slovensko | Vídeň (Wiener Stadthalle) Návštěvnost: 5 400 |  |

| [Zpráva] | |  |                                     |
| 5:36 Dmitrij Kvartalnov 11:43 Sergej Berezin 41:07 Roman Oksjuta 43:21 Andrej Skopincev 48:35 Dmitrij Jerofejev 57:06 Andrej Skopincev | 5:36 Dmitrij Kvartalnov 11:43 Sergej Berezin 41:07 Roman Oksjuta 43:21 Andrej Skopincev 48:35 Dmitrij Jerofejev 57:06 Andrej Skopincev |  | 6:07 Žigmund Pálffy 8:27 Oto Haščák |

| 23. dubna 1996 15:00 | USA | 4:2 (1:2, 1:0, 2:0) | Německo | Vídeň (Wiener Stadthalle) Návštěvnost: 4 300 |  |

| [Zpráva]                                                                                    |                                                                                             |  |                                        |
| 0:54 Christopher Tancill 34:39 Christopher Tancill 45:02 Kevin Stevens 49:24 Thomas Chorske | 0:54 Christopher Tancill 34:39 Christopher Tancill 45:02 Kevin Stevens 49:24 Thomas Chorske |  | 7:19 Dieter Hegen 16:53 Mirko Lüdemann |

| 23. dubna 1996 19:00 | Kanada | 4:0 (1:0, 3:0, 0:0) | Rakousko | Vídeň (Wiener Stadthalle) Návštěvnost: 6 200 |  |

| [Zpráva]                                                                   |
| 13:13 Travis Green 23:50 Jason Dawe 32:04 Jason Dawe 35:54 Yanic Perreault |

| 24. dubna 1996 15:00 | Německo | 5:1 (1:0 2:1, 2:0) | Kanada | Vídeň (Wiener Stadthalle) Návštěvnost: 4 500 |  |

| [Zpráva]                                                                                      |                                                                                               |  |                    |
| 0:29 Mark MacKay 20:40 Jan Benda 26:25 Benoit Doucet 45:26 Peter Draisaitl 54:33 Jochen Hecht | 0:29 Mark MacKay 20:40 Jan Benda 26:25 Benoit Doucet 45:26 Peter Draisaitl 54:33 Jochen Hecht |  | 35:02 Travis Green |

| 25. dubna 1996 16:00 | Slovensko | 1:2 (1:1, 0:1, 0:0) | Rakousko | Vídeň (Wiener Stadthalle) Návštěvnost: 6 500 |  |

| [Zpráva]                 |                          |  |                                          |
| 14:20 Vlastimil Plavucha | 14:20 Vlastimil Plavucha |  | 9:15 Manfred Mühr 36:27 Engelbert Linder |

| 25. dubna 1996 20:00 | USA | 1:3 (1:1,0:1, 0:1) | Rusko | Vídeň (Wiener Stadthalle) Návštěvnost: 3 300 |  |

| [Zpráva]           |                    |  |                                                                     |
| 5:16 Brian Rolston | 5:16 Brian Rolston |  | 6:15 Alexander Prokopjev 31:52 Andrej Nikolišin 59:13 Roman Oksjuta |

| 26. dubna 1996 15:00 | Rakousko | 0:3 (0:0, 0:0, 0:3) | Německo | Vídeň (Wiener Stadthalle) Návštěvnost: 9 300 |  |

| [Zpráva] |  |  |                                                                 |
|          |  |  | 40:19 Michael Heidt 40:38 Peter Draisaitl 47:55 Torsten Kienass |

| 26. dubna 1996 20:00 | Rusko | 6:4 (2:2, 1:1, 3:1) | Kanada | Vídeň (Wiener Stadthalle) Návštěvnost: 9 300 |  |

| [Zpráva] | |  |                                                                                    |
| 12:40 Alexej Žitnik 16:10 Alexander Prokopjev 34:29 Valerij Karpov 43:12 Boris Mironov 57:28 Valerij Karpov 59:55 Alexej Jašin | 12:40 Alexej Žitnik 16:10 Alexander Prokopjev 34:29 Valerij Karpov 43:12 Boris Mironov 57:28 Valerij Karpov 59:55 Alexej Jašin |  | 3:39 Paul Kariya 19:52 Yanic Perreault 35:37 Yanic Perreault 48:16 Yanic Perreault |

| 27. dubna 1996 16:00 | USA | 4:3 (2:1, 2:0, 0:2) | Slovensko | Vídeň (Wiener Stadthalle) Návštěvnost: 6 900 |  |

| [Zpráva]                                                                     |                                                                              |  |                                                             |
| 1:09 Craig Johnson 7:16 Kevin Stevens 25:51 Kevin Stevens 39:24 Joseph Sacco | 1:09 Craig Johnson 7:16 Kevin Stevens 25:51 Kevin Stevens 39:24 Joseph Sacco |  | 2:03 Zdeno Cíger 53:43 Stanislav Medřík 54:24 Pavol Demitra |

| 28. dubna 1996 16:00 | Rusko | 6:0 (0:0, 4:0, 2:0) | Rakousko | Vídeň (Wiener Stadthalle) Návštěvnost: 6 200 |  |

| [Zpráva] |
| 25:57 Andrej Potajčuk 32:11 Andrej Nikolišin 39:38 Sergej Berezin 39:47 Sergej Berezin 47:19 Dmitrij Jerofejev 58:53 Sergei Brylin |

| 28. dubna 1996 20:00 | Kanada | 5:1 (0:0, 3:1, 2:0) | USA | Vídeň (Wiener Stadthalle) Návštěvnost: 5 200 |  |

| [Zpráva]                                                                                       |                                                                                                |  |                     |
| 26:41 Paul Kariya 37:38 Jeff Friesen 38:32 Yanic Perreault 47:37 Paul Kariya 56:39 Paul Kariya | 26:41 Paul Kariya 37:38 Jeff Friesen 38:32 Yanic Perreault 47:37 Paul Kariya 56:39 Paul Kariya |  | 32:41 Kevin Stevens |

| 29. dubna 1996 15:00 | Slovensko | 4:1 (0:0, 3:0, 1:1) | Německo | Vídeň (Wiener Stadthalle) Návštěvnost: 7 000 |  |

| [Zpráva]                                                                                   |                                                                                            |  |                    |
| 26:38 Žigmund Pálffy 32:47 Ľubomír Sekeráš 37:35 Vlastimil Plavucha 54:00 Stanislav Medřík | 26:38 Žigmund Pálffy 32:47 Ľubomír Sekeráš 37:35 Vlastimil Plavucha 54:00 Stanislav Medřík |  | 57:55 Dieter Hegen |

### Skupina B
|    |         | CZE | FIN | SWE | ITA | NOR | FRA | V | R | P | Skóre | B |
| 1. | Česko   | *** | 4:2 | 3:1 | 9:5 | 2:2 | 9:2 | 4 | 1 | 0 | 27:12 | 9 |
| 2. | Finsko  | 2:4 | *** | 5:5 | 9:2 | 1:1 | 6:3 | 2 | 2 | 1 | 23:15 | 6 |
| 3. | Švédsko | 1:3 | 5:5 | *** | 3:3 | 3:0 | 2:1 | 2 | 2 | 1 | 14:12 | 6 |
| 4. | Itálie  | 5:9 | 2:9 | 3:3 | *** | 4:0 | 6:5 | 2 | 1 | 2 | 20:26 | 5 |
| 5. | Norsko  | 2:2 | 1:1 | 0:3 | 0:4 | *** | 3:1 | 1 | 2 | 2 | 6:11  | 4 |
| 6. | Francie | 2:9 | 3:6 | 1:2 | 5:6 | 1:3 | *** | 0 | 0 | 5 | 12:26 | 0 |

| 21. dubna 1996 16:00 | Česko | 3:1 (0:0, 0:0, 3:1) | Švédsko | Vídeň (Albert Schultz-Eishalle) Návštěvnost: 5 000 |  |

| [Zpráva]                                                       |                                                                |  |                    |
| 48:29 Robert Reichel 53:54 Martin Procházka 57:43 Viktor Ujčík | 48:29 Robert Reichel 53:54 Martin Procházka 57:43 Viktor Ujčík |  | 48:01 Tommy Sjödin |

| 21. dubna 1996 20:00 | Finsko | 1:1 (0:0, 0:1, 1:0) | Norsko | Vídeň (Albert Schultz-Eishalle) Návštěvnost: 1 500 |  |

| [Zpráva]             |                      |  |                            |
| 41:32 Janne Niinimaa | 41:32 Janne Niinimaa |  | 28:00 Ole Eskild Dahlstrøm |

| 22. dubna 1996 20:00 | Francie | 5:6 (1:2, 1:2, 3:2) | Itálie | Vídeň (Albert Schultz-Eishalle) Návštěvnost: 500 |  |

| [Zpráva] | |  | |
| 5:48 Steven Woodburn 26:06 Francois Rozenthal 43:43 Christian Pouget 44:03 Francois Rozenthal 46:03 Arnaud Briand | 5:48 Steven Woodburn 26:06 Francois Rozenthal 43:43 Christian Pouget 44:03 Francois Rozenthal 46:03 Arnaud Briand |  | 9:33 Bruno Zarillo 15:22 Robert Nardella 32:49 Robert Nardella 38:25 Stefan Figliuzzi 47:34 Mario Chitarroni 58:38 Christopher Bartolone |

| 23. dubna 1996 16:00 | Itálie | 4:0 (0:0, 3:0, 1:0) | Norsko | Vídeň (Albert Schultz-Eishalle) Návštěvnost: 400 |  |

| [Zpráva]                                                                           |
| 24:39 Gaetano Orlando 26:39 Bruno Zarillo 39:12 Lucio Topatigh 55:01 Bruno Zarillo |

| 23. dubna 1996 20:00 | Česko | 4:2 (1:0, 2:1, 1:1) | Finsko | Vídeň (Albert Schultz-Eishalle) Návštěvnost: 4 000 |  |

| [Zpráva]                                                                      |                                                                               |  |                                           |
| 8:36 Robert Lang 33:54 František Kaberle 38:22 Viktor Ujčík 59:47 Jiří Kučera | 8:36 Robert Lang 33:54 František Kaberle 38:22 Viktor Ujčík 59:47 Jiří Kučera |  | 23:59 Juha Riihijärvi 54:06 Teemu Selänne |

| 24. dubna 1996 16:00 | Švédsko | 2:1 (1:1, 1:0, 0:0) | Francie | Vídeň (Albert Schultz-Eishalle) Návštěvnost: 1 100 |  |

| [Zpráva]                                 |                                          |  |                      |
| 11:41 Fredrik Modin 28:10 Per Gustafsson | 11:41 Fredrik Modin 28:10 Per Gustafsson |  | 19:52 Philippe Bozon |

| 24. dubna 1996 20:00 | Česko | 2:2 (1:1, 0:1, 1:0) | Norsko | Vídeň (Albert Schultz-Eishalle) Návštěvnost: 600 |  |

| [Zpráva]                                     |                                              |  |                                         |
| 13:18 Drahomír Kadlec 48:17 Antonín Stavjaňa | 13:18 Drahomír Kadlec 48:17 Antonín Stavjaňa |  | 19:17 Espen Knutsen 27:03 Espen Knutsen |

| 25. dubna 1996 16:00 | Francie | 3:6 (0:0, 1:5, 2:1) | Finsko | Vídeň (Albert Schultz-Eishalle) Návštěvnost: 1 100 |  |

| [Zpráva]                                                     |                                                              |  | |
| 33:55 Philippe Bozon 46:35 Christian Pouget 59:15 Roger Dube | 33:55 Philippe Bozon 46:35 Christian Pouget 59:15 Roger Dube |  | 27:57 Kai Nurminen 28:45 Ville Peltonen 34:20 Sami Kapanen 36:06 Teemu Selänne 38:22 Kai Nurminen 57:45 Ville Peltonen |

| 25. dubna 1996 20:00 | Švédsko | 3:3 (1:1, 1:1, 1:1) | Itálie | Vídeň (Albert Schultz-Eishalle) Návštěvnost: 870 |  |

| [Zpráva]                                                         |                                                                  |  |                                                                 |
| 2:36 Jonas Bergkvist 39:07 Jonas Bergkvist 40:22 Jonas Bergkvist | 2:36 Jonas Bergkvist 39:07 Jonas Bergkvist 40:22 Jonas Bergkvist |  | 12:12 Stefan Figliuzzi 37:27 Bruno Zarillo 53:16 Lucio Topatigh |

| 26. dubna 1996 20:00 | Itálie | 2:9 (0:3, 0:1, 2:5) | Finsko | Vídeň (Albert Schultz-Eishalle) Návštěvnost: 2 100 |  |

| [Zpráva]                                  |                                           |  | |
| 49:53 Mario Chitarroni 58:57 Martin Pavlů | 49:53 Mario Chitarroni 58:57 Martin Pavlů |  | 2:37 Sami Kapanen 3:24 Teemu Selänne 11:05 Mika Nieminen 25:40 Esa Keskinen 42:34 Teemu Selänne 44:29 Ville Peltonen 52:30 Kai Nurminen 54:27 Janne Ojanen 57:51 Teemu Selänne |

| 27. dubna 1996 16:00 | Česko | 9:2 (2:1, 6:0, 1:1) | Francie | Vídeň (Albert Schultz-Eishalle) Návštěvnost: 1 800 |  |

| [Zpráva] | |  |                                          |
| 10:43 František Kaberle 16:53 Jiří Kučera 21:08 Robert Lang 21:30 Pavel Patera 22:57 Jiří Dopita 29:58 Otakar Vejvoda 30:59 Robert Kysela 38:38 Otakar Vejvoda 52:50 Pavel Patera | 10:43 František Kaberle 16:53 Jiří Kučera 21:08 Robert Lang 21:30 Pavel Patera 22:57 Jiří Dopita 29:58 Otakar Vejvoda 30:59 Robert Kysela 38:38 Otakar Vejvoda 52:50 Pavel Patera |  | 13:43 Roger Dube 59:02 Maurice Rozenthal |

| 27. dubna 1996 20:00 | Švédsko | 3:0 (1:0, 1:0, 1:0) | Norsko | Vídeň (Albert Schultz-Eishalle) Návštěvnost: 3 000 |  |

| [Zpráva]                                                       |
| 11:04 Jan Larsson 35:24 Roger Johansson 59:25 Michael Nylander |

| 28. dubna 1996 16:00 | Česko | 9:5 (2:1, 3:2, 4:2) | Itálie | Vídeň (Albert Schultz-Eishalle) Návštěvnost: 1 800 |  |

| [Zpráva] | |  | |
| 7:54 Robert Reichel 12:37 Roman Meluzín 26:31 Robert Lang 29:35 Robert Kysela 38:40 Jiří Kučera 40:47 Radek Bělohlav 42:04 Radek Bonk 43:23 David Výborný 58:20 Robert Reichel | 7:54 Robert Reichel 12:37 Roman Meluzín 26:31 Robert Lang 29:35 Robert Kysela 38:40 Jiří Kučera 40:47 Radek Bělohlav 42:04 Radek Bonk 43:23 David Výborný 58:20 Robert Reichel |  | 12:51 Lucio Topatigh 25:26 Christopher Bartolone 36:21 Christopher Bartolone 45:18 Mario Chitarroni 55:19 Roland Ramoser |

| 28. dubna 1996 20:00 | Finsko | 5:5 (1:2, 3:2, 1:1) | Švédsko | Vídeň (Albert Schultz-Eishalle) Návštěvnost: 4 000 |  |

| [Zpráva]                                                                                           | |  | |
| 7:17 Janne Ojanen 21:08 Mika Nieminen 24:06 Mika Nieminen 28:21 Kai Nurminen 55:20 Juha Riihijärvi | 7:17 Janne Ojanen 21:08 Mika Nieminen 24:06 Mika Nieminen 28:21 Kai Nurminen 55:20 Juha Riihijärvi |  | 00:30 Hans Jonsson 13:34 Niklas Andersson 33:33 Per Gustafsson 36:53 Michael Nylander 53:56 Tomas Holmström |

| 29. dubna 1996 20:00 | Norsko | 3:1 (2:1, 0:0, 1:0) | Francie | Vídeň (Albert Schultz-Eishalle) Návštěvnost: 730 |  |

| [Zpráva]                                                   |                                                            |  |                     |
| 6:46 Erik Tveten 18:42 Trond Magnussen 59:39 Espen Knutsen | 6:46 Erik Tveten 18:42 Trond Magnussen 59:39 Espen Knutsen |  | 4:27 Serge Poudrier |

### Play off
|  | Čtvrtfinále | Čtvrtfinále |        |       | Semifinále  | Semifinále  |  |  | Finále | Finále |
|  |             |             |        |       |             |             |  |  |        |        |
|  |             |             |        |       |             |             |  |  |        |        |
|  |             |             |        |       |             |             |  |  |        |        |
|  | Česko       | 6           |        |       |             |             |  |  |        |        |
|  | Česko       | 6           |        |       |             |             |  |  |        |        |
|  | Německo     | 1           |        |       |             |             |  |  |        |        |
|  | Německo     | 1           | Česko  | 5     |             |             |  |  |        |        |
|  |             |             | Česko  | 5     |             |             |  |  |        |        |
|  |             | USA         | 0      |       |             |             |  |  |        |        |
|  | USA         | USA         | 0      | 3     |             |             |  |  |        |        |
|  | USA         |             |        | 3     |             |             |  |  |        |        |
|  | Švédsko     | 2           |        |       |             |             |  |  |        |        |
|  | Švédsko     | 2           | Česko  | 4     |             |             |  |  |        |        |
|  |             |             | Česko  | 4     |             |             |  |  |        |        |
|  |             | Kanada      | 2      |       |             |             |  |  |        |        |
|  | Rusko       | Kanada      | 2      | 5     |             |             |  |  |        |        |
|  | Rusko       |             |        | 5     |             |             |  |  |        |        |
|  | Itálie      | 2           |        |       |             |             |  |  |        |        |
|  | Itálie      | 2           | Kanada | 3     | Třetí místo | Třetí místo |  |  |        |        |
|  |             |             | Kanada | 3     | Třetí místo | Třetí místo |  |  |        |        |
|  |             | Rusko       | 2      |       |             |             |  |  |        |        |
|  | Kanada      | Rusko       | 2      | 3     | USA         | 4           |  |  |        |        |
|  | Kanada      |             |        | 3     | USA         | 4           |  |  |        |        |
|  | Finsko      | 1           |        | Rusko | 3           |             |  |  |        |        |
|  | Finsko      | 1           |        |       | 3           |             |  |  |        |        |
|  |             |             |        |       |             |             |  |  |        |        |
|  |             |             |        |       |             |             |  |  |        |        |

### Čtvrtfinále
| 30. dubna 1996 16:00 | USA | 3:2 (1:0, 2:2, 0:0) | Švédsko | Vídeň (Wiener Stadthalle) Návštěvnost: 4 600 |  |

| [Zpráva]                                                              |                                                                       |  |                                                    |
| 8:58 Christopher Luongo 21:26 Daniel Plante 32:37 Christopher Tancill | 8:58 Christopher Luongo 21:26 Daniel Plante 32:37 Christopher Tancill |  | 6:01 22:49 Jonas Bergkvist 39:08 Daniel Alfredsson |

| 30. dubna 1996 20:00 | Finsko | 1:3 (1:1, 0:2, 0:0) | Kanada | Vídeň (Wiener Stadthalle) Návštěvnost: 6 200 |  |

| [Zpráva]            |                     |  |                                                           |
| 17:52 Mika Nieminen | 17:52 Mika Nieminen |  | 17:40 Travis Green 35:04 Andrew Cassels 37:13 Derek Mayer |

| 1. května 1996 16:00 | Rusko | 5:2 (2:0, 2:1, 1:1) | Itálie | Vídeň (Wiener Stadthalle) Návštěvnost: 4 000 |  |

| [Zpráva] | |  |                                              |
| 14:49 Dmitrij Jerofejev 16:42 Dmitrij Kvartalnov 35:26 Valerij Karpov 39:09 Alexej Jašin 50:21 Roman Oksjuta | 14:49 Dmitrij Jerofejev 16:42 Dmitrij Kvartalnov 35:26 Valerij Karpov 39:09 Alexej Jašin 50:21 Roman Oksjuta |  | 34:23 Gaetano Orlando 45:22 Stefan Figliuzzi |

| 1. května 1996 20:00 | Česko | 6:1 (2:0, 1:0, 3:1) | Německo | Vídeň (Wiener Stadthalle) Návštěvnost: 6 200 |  |

| [Zpráva] | |  |                        |
| 4:36 David Výborný 13:43 Robert Reichel 28:23 Jiří Dopita 45:27 Roman Meluzín 47:25 Radek Bonk 59:59 Stanislav Neckář | 4:36 David Výborný 13:43 Robert Reichel 28:23 Jiří Dopita 45:27 Roman Meluzín 47:25 Radek Bonk 59:59 Stanislav Neckář |  | 48:54 Bernd Kühnhauser |

### Semifinále
| 3. května 1996 16:00 | Česko | 5:0 (3:0, 0:0, 2:0) | USA | Vídeň (Wiener Stadthalle) Návštěvnost: 9 400 |  |

| [Zpráva]                                                                                            |
| 2:05 Martin Procházka 2:32 Jiří Kučera 13:34 Otakar Vejvoda 50:15 Otakar Vejvoda 53:13 Pavel Patera |

| 3. května 1996 20:00 | Rusko | 2:3 SN (2:0, 0:2, 0:0) | Kanada | Vídeň (Wiener Stadthalle) Návštěvnost: 9 500 |  |

| [Zpráva]                                    |                                             |  |                                                                      |
| 4:29 Dmitrij Kvartalnov 16:32 Sergei Brylin | 4:29 Dmitrij Kvartalnov 16:32 Sergei Brylin |  | 21:40 Jason Dawe 31:36 Steve Duchesne rozhodující SN Yanic Perreault |

### Finále
| 5. května 1996 15:00 | Česko | 4:2 video rok 1996 (1:1, 1:1, 2:0) | Kanada | Vídeň (Wiener Stadthalle) Návštěvnost: 9 500 |  |

| [Zpráva]                                                                    |                                                                             |  |                                      |
| 7:49 Robert Lang 26:02 Robert Lang 59:41 Martin Procházka 59:54 Jiří Kučera | 7:49 Robert Lang 26:02 Robert Lang 59:41 Martin Procházka 59:54 Jiří Kučera |  | 5:29 Steve Thomas 29:40 Steve Thomas |

### O 3. místo
| 4. května 1996 20:00 | Rusko | 3:4 PP (2:0, 1:2, 0:1 - 0:1) | USA | Vídeň (Wiener Stadthalle) Návštěvnost: 9 400 |  |

| [Zpráva]                                                       |                                                                |  |                                                                                      |
| 2:58 Alexej Jašin 4:28 Dmitrij Kvartalnov 29:49 Sergej Berezin | 2:58 Alexej Jašin 4:28 Dmitrij Kvartalnov 29:49 Sergej Berezin |  | 37:49 Brian Rolston 38:18 Christopher Tancill 43:22 Derek Plante 64:48 Brian Rolston |

### O udržení
| 1. května 1996 16:00 | Francie | 6:3 (1:0, 3:3, 2:0) | Rakousko | Vídeň (Albert Schultz-Eishalle) Návštěvnost: 2 500 |  |

| [Zpráva] | |  |                                                                |
| 6:34 Roger Dube 20:26 Pierre Pousse 25:42 Christian Pouget 29:11 Roger Dube 59:36 Philippe Bozon 59:46 Arnaud Briand | 6:34 Roger Dube 20:26 Pierre Pousse 25:42 Christian Pouget 29:11 Roger Dube 59:36 Philippe Bozon 59:46 Arnaud Briand |  | 20:38 Dieter Kalt 35:05 Gerald Ressmann 37:33 Günter Lanzinger |

| 2. května 1996 19:00 | Rakousko | 3:6 (2:2, 0:3, 1:1) | Francie | Vídeň (Albert Schultz-Eishalle) Návštěvnost: 3 000 |  |

| [Zpráva]                                                   |                                                            |  | |
| 8:18 Mario Schaden 9:53 Manfred Mühr 46:55 Arthur Marczell | 8:18 Mario Schaden 9:53 Manfred Mühr 46:55 Arthur Marczell |  | 15:53 Roger Dube 16:31 Philippe Bozon 30:49 Serge Djelloui 32:52 Francois Rozenthal 38:06 Roger Dube 50:33 Christian Pouget |

## Statistiky

### Nejlepší hráči podle direktoriátu IIHF
| Brankář | Roman Turek   |
| Obránce | Alexej Žitnik |
| Útočník | Paul Kariya   |

### All Stars
| Brankář         | Roman Turek    |
| Levý obránce    | Michal Sýkora  |
| Pravý obránce   | Alexej Žitnik  |
| Levé křídlo     | Otakar Vejvoda |
| Střední útočník | Robert Reichel |
| Pravé křídlo    | Paul Kariya    |

### Kanadské bodování
| Poř. | Kanadské bodování  | Branky | Přihrávky | Body |
| ---- | ------------------ | ------ | --------- | ---- |
| 1.   | Yannick Perreault  | 6      | 3         | 9    |
| 2.   | Robert Lang        | 5      | 4         | 9    |
| 3.   | Sergej Berezin     | 4      | 5         | 9    |
| 3.   | Alexej Jašin       | 4      | 5         | 9    |
| 5.   | Travis Green       | 5      | 3         | 8    |
| 5.   | Teemu Selänne      | 5      | 3         | 8    |
| 7.   | Robert Reichel     | 4      | 4         | 8    |
| 7.   | Pavel Patera       | 4      | 4         | 8    |
| 7.   | Bruno Zarillo      | 4      | 4         | 8    |
| 7.   | Dmitrij Kvartalnov | 4      | 4         | 8    |

### Soupiska Česka
1.  Česko

Brankáři: Roman Turek, Roman Čechmánek, Petr Franěk.

Obránci: František Kaberle, Drahomír Kadlec, Stanislav Neckář, Antonín Stavjaňa, Michal Sýkora, Jiří Veber, Jiří Vykoukal.

Útočníci: Radek Bělohlav, Radek Bonk, Jiří Dopita, Jiří Kučera, Robert Kysela, Robert Lang, Roman Meluzín, Pavel Patera, Martin Procházka,  – Robert Reichel, Viktor Ujčík, Otakar Vejvoda, David Výborný.

Trenéři: Luděk Bukač, Slavomír Lener a Zdeněk Uher .

### Soupiska Kanady
2.  Kanada

Brankáři: Andrew Verner, Curtis Joseph, Martin Brodeur.

Obránci: Glen Wesley,Garry Galley, Derek Mayer, Darryl Sydor, Doug Bodger, Steve Duchesne, Luke Richardson.

Útočníci: Jean-François Jomphe, Andrew Cassels, Jeff Friesen, Dean McAmmond, Jason Dawe, Steve Thomas – , Paul Kariya, Ray Ferraro, Travis Green, Yanic Perreault, David Matsos, Brad May, Kelly Buchberger.

Trenér:

### Soupiska USA
3.  USA

Brankáři: John Grahame, Tim Thomas, Parris Duffus.

Obránci: Chris Luongo, Mike Crowley, Tom Pederson, Keith Aldridge, Mike Lalor, Scott Lachance, Tom O'Regan, Bobby Reynolds, Paul Stanton.

Útočníci: Derek Plante, Brain Bonin, Marty McInnis, Dan Plante, Tom Chorske, Darby Hendrickson, Craig Johnson, Brian Rolston, Joe Sacco, Kevin Stevens, Chris Tancill.

Trenér:

### Soupiska Ruska
4.  Rusko

Brankáři: Maxim Michajlovskij, Michail Štalenkov, Andrej Trefilov.

Obránci: Sergej Fokin, Dmitrij Jerofejev, Darjus Kasparajtis, Boris Mironov, Andrej Skopincev, Alexandr Smirnov, Oleg Tverdovskij, Alexej Žitnik.

Útočníci: Sergej Berezin, Sergej Brylin, Alexej Jašin – , Vitalij Karamnov, Valerij Karpov, Viktor Kozlov, Dmitrij Kvartalnov, Andrej Nikolišin, Roman Oksjuta, Andrej Potajčuk, Alexandr Prokopjev, Vladimir Vorobjov.

Trenér:

### Soupiska Finska
5.  Finsko

Brankáři: Markus Ketterer, Ari Sulander, Jarmo Myllys.

Obránci: Petteri Nummelin, Jyrki Lumme, Timo Jutila, Janne Niinimaa, Teppo Numminen, Hannu Virta, Mika Strömberg, Kimmo Timonen.

Útočníci: Janne Ojanen, Esa Keskinen, Esa Tikkanen, Raimo Helminen, Ville Peltonen, Juha Ylönen, Christian Ruuttu, Sami Kapanen, Kai Nurminen, Juha Riihijärvi, Mika Nieminen, Teemu Selänne.

Trenér:

### Soupiska Švédska
6.  Švédsko

Brankáři: Boo Ahl, Mikael Sandberg, Thomas Östlund.

Obránci: Per Gustafsson, Roger Johansson, Hans Jonsson, Kenny Jönsson, Mattias Norström, Tommy Sjödin, Ronnie Sundin.

Útočníci: Daniel Alfredsson, Niklas Andersson, Jonas Bergkvist, Andreas Dackell, Per-Erik Eklund, Tomas Forslund, Tomas Holmström, Anders Huusko, Jan Larsson, Andreas Karlsson, Fredrik Modin, Michael Nylander, Markus Näslund.

Trenéři:

### Soupiska Itálie
7.  Itálie

Brankáři: Bruno Campese, David Delfino, Michael Rosati.

Obránci: Robert Oberrauch, Leo Insam, Robert Nardella, Georg Comploi, Giovanni Marchetti, Lawrence Rucchin, Christopher Bartolone.

Útočníci: Giovanni Massara, Lino De Toni, Roland Ramoser, Maurizio Mansi, Bruno Zarillo, Gaetano Orlando, Patrick Brugnoli, Mario Chitarroni, Lucio Topatigh, Martin Pavlů, Scott John Beattie, Michael De Angelis, Stefan Figliuzzi.

Trenér:

### Soupiska Německa
8.  Německo

Brankáři: Klaus Merk, Josef Heiss, Christian Künast.

Obránci: Torsten Kienass, Mirko Lüdemann, Michael Heidt, Daniel Nowak, Erich Goldmann, Markus Wieland, Jayson Meyer, Bradley Bergen.

Útočníci: Rochus Schneider, Leo Stefan, Benoit Doucet, Peter Draisaitl, Bernd Kühnhauser, Jürgen Rumrich, Dieter Hegen, Jochen Hecht, Martin Reichel, Jan Schertz, Mark MacKay, Jan Benda.

Trenér:

### Soupiska Norska
9.  Norsko

Brankáři: Robert Schistad, Jim Marthinsen, Mattis Haakensen.

Obránci: Petter Salsten, Tommy Jakobsen, Svein Erin Nørstebø, Henrik Aaby, Cato Tom Andersen, Michael Smithurst, Rene Hansen, Atle Olsen, Espen Knutsen.

Útočníci: Per Christian Knold, Tom Erik Olsen, Geir Hoff, Bjørn Anders Dahl, Ørjan Løvdal, Lars Haakon Andersen, Ole Eskild Dahlstrøm, Sjur Robert Nilsen, Trond Magnussen, Erik Tveten, Øysten Olsen.

Trenér:

### Soupiska Slovenska
10.  Slovensko 

Brankáři: Jaromír Dragan, Igor Murín, Martin Klempa.

Obránci: Stanislav Medřík, Ľubomír Sekeráš, Ľubomír Višňovský, Marián Smerčiak, Stanislav Jasečko, Ján Varholík, Slavomír Vorobel.

Útočníci: Jozef Daňo, Zdeno Cíger, Pavol Demitra, Oto Haščák – , Branislav Jánoš, Žigmund Pálffy, Róbert Petrovický, Miroslav Šatan, Vlastimil Plavucha, Ľubomír Rybovič, René Pucher, Ľubomír Kolník, Peter Bartoš.

Trenér: Július Šupler.

### Soupiska Francie
11.  Francie

Brankáři: Petri Ylonen, Antoine Mindjimba, Michel Valliere.

Obránci: Serge Poudrier, Denis Perez, Serge Djelloui, Steven Woodburn, Michel Breistroff, Taras Zytynsky, Jean Phillipe Lemoine.

Útočníci: Patrick Dunn, Antoine Richer, Philippe Bozon, Maurice Rozenthal, Robert Oullet, Roger Dube, Christian Pouget, Arnaud Briand, Pierre Pousse, Francois Rozenthal, Christophe Ville, Stéphane Barin, Franck Pajonkowski.

Trenér:

### Soupiska Rakouska
12.  Rakousko

Brankáři: Michael Puschacher, Reinhard Divis, Claus Dalpiaz.

Obránci: Herbert Hohenberger, Engelbert Linder, Martin Ulrich, Peter Kasper, Rob Doyle, Martin Krainz, Konrad Dorn, Michael Shea.

Útočníci: Günter Lanzinger, Gerald Ressmann, Mario Schaden, Dieter Kalt, Richard Nasheim, Arthur Marczell, Manfred Mühr, Gerhard Puschnik, Kraig Nienhuis, Werner Kerth, Thomas Cijan, Karl Heinzle.

Trenér:

### Konečné pořadí
| 60. | Mistrovství světa | Z | V | R | P | Skóre | B  |
| --- | ----------------- | - | - | - | - | ----- | -- |
| 1.  | Česko             | 8 | 7 | 1 | 0 | 42:15 | 15 |
| 2.  | Kanada            | 8 | 4 | 1 | 3 | 24:22 | 9  |
| 3.  | USA               | 8 | 5 | 0 | 3 | 22:24 | 11 |
| 4.  | Rusko             | 8 | 6 | 0 | 2 | 33:16 | 12 |
| 5.  | Finsko            | 6 | 2 | 2 | 2 | 24:18 | 6  |
| 6.  | Švédsko           | 6 | 2 | 2 | 2 | 16:15 | 6  |
| 7.  | Itálie            | 6 | 2 | 1 | 3 | 22:31 | 5  |
| 8.  | Německo           | 6 | 2 | 0 | 4 | 13:17 | 4  |
| 9.  | Norsko            | 5 | 1 | 2 | 2 | 6:11  | 4  |
| 10. | Slovensko         | 5 | 1 | 1 | 3 | 13:16 | 3  |
| 11. | Francie           | 7 | 2 | 0 | 5 | 24:32 | 4  |
| 12. | Rakousko          | 7 | 1 | 0 | 6 | 9:31  | 2  |

## MS Skupina B
|    |                | LAT  | SUI  | BLR | GBR | POL | DEN  | NED  | JPN | V | R | P | Skóre | B  |
| 1. | Lotyšsko       | ***  | 1:1  | 4:1 | 6:5 | 4:2 | 5:3  | 15:3 | 6:1 | 6 | 1 | 0 | 41:16 | 13 |
| 2. | Švýcarsko      | 1:1  | ***  | 2:4 | 7:2 | 5:2 | 10:1 | 5:1  | 7:2 | 5 | 1 | 1 | 37:13 | 11 |
| 3. | Bělorusko      | 1:4  | 4:2  | *** | 2:4 | 6:3 | 6:1  | 3:2  | 7:2 | 5 | 0 | 2 | 29:18 | 10 |
| 4. | Velká Británie | 5:6  | 2:7  | 4:2 | *** | 4:2 | 5:1  | 6:2  | 3:3 | 4 | 1 | 2 | 29:23 | 9  |
| 5. | Polsko         | 2:4  | 2:5  | 3:6 | 2:4 | *** | 4:3  | 2:2  | 3:3 | 1 | 2 | 4 | 18:27 | 4  |
| 6. | Dánsko         | 3:5  | 1:10 | 1:6 | 1:5 | 3:4 | ***  | 3:0  | 2:2 | 1 | 1 | 5 | 14:32 | 3  |
| 7. | Nizozemsko     | 3:15 | 1:5  | 2:3 | 2:6 | 2:2 | 0:3  | ***  | 2:1 | 1 | 1 | 5 | 12:35 | 3  |
| 8. | Japonsko       | 1:6  | 2:7  | 2:7 | 3:3 | 3:3 | 2:2  | 1:2  | *** | 0 | 3 | 4 | 14:30 | 3  |

 Lotyšsko -  Velká Británie 6:5 (1:1, 4:4, 1:0)
10. dubna 1996 – Eindhoven
 Polsko -  Japonsko 3:3 (1:1, 1:1, 1:1)
10. dubna 1996 – Eindhoven
 Nizozemsko -  Dánsko 0:3 (0:1, 0:2, 0:0)
10. dubna 1996 – Eindhoven
 Švýcarsko -  Bělorusko 2:4 (1:1, 0:1, 1:2)
10. dubna 1996 – Eindhoven
 Japonsko -  Lotyšsko 1:6 (0:1, 0:2, 1:3)
11. dubna 1996 – Eindhoven
 Velká Británie -  Švýcarsko 2:7 (1:1, 0:3, 1:3)
11. dubna 1996 – Eindhoven
 Dánsko -  Polsko 3:4 (1:1, 1:2, 1:1)
12. dubna 1996 – Eindhoven
 Nizozemsko -  Bělorusko 2:3 (0:0, 2:1, 0:2)
12. dubna 1996 – Eindhoven
 Lotyšsko -  Dánsko 5:3 (1:2, 3:1, 1:0)
13. dubna 1996 – Eindhoven
 Švýcarsko -  Japonsko 7:2 (2:1, 2:1, 3:0)
13. dubna 1996 – Eindhoven
 Velká Británie -  Polsko 4:2 (2:0, 1:2, 1:0)
13. dubna 1996 – Eindhoven
 Nizozemsko -  Velká Británie 2:6 (0:2, 1:3, 1:1)
14. dubna 1996 – Eindhoven
 Lotyšsko -  Bělorusko 4:1 (0:1, 3:0, 1:0)
14. dubna 1996 – Eindhoven
 Dánsko -  Švýcarsko 1:10 (0:1, 0:3, 1:6)
15. dubna 1996 – Eindhoven
 Polsko -  Bělorusko 3:6 (3:2, 0:2, 0:2)
15. dubna 1996 – Eindhoven
 Japonsko -  Nizozemsko 1:2 (0:0, 1:1, 0:1)
15. dubna 1996 – Eindhoven
 Lotyšsko -  Polsko 4:2 (1:1, 1:0, 2:1)
16. dubna 1996 – Eindhoven
 Japonsko -  Velká Británie 3:3 (0:3, 3:0, 0:0)
16. dubna 1996 – Eindhoven
 Bělorusko -  Dánsko 6:1 (0:0, 5:1, 1:0)
17. dubna 1996 – Eindhoven
 Švýcarsko -  Nizozemsko 5:1 (0:0, 3:0, 2:1)
17. dubna 1996 – Eindhoven
 Polsko -  Švýcarsko 2:5 (0:1, 1:2, 1:2)
18. dubna 1996 – Eindhoven
 Nizozemsko -  Lotyšsko 3:15 (1:8, 1:4, 1:3)
18. dubna 1996 – Eindhoven
 Bělorusko -  Japonsko 7:2 (3:1, 2:1, 2:0)
19. dubna 1996 – Eindhoven
 Velká Británie -  Dánsko 5:1 (2:1, 2:0, 1:0)
19. dubna 1996 – Eindhoven
 Bělorusko -  Velká Británie 2:4 (1:2, 1:1, 0:1)
20. dubna 1996 – Eindhoven
 Dánsko -  Japonsko 2:2 (1:2, 1:0, 0:0)
20. dubna 1996 – Eindhoven
 Švýcarsko -  Lotyšsko 1:1 (0:0, 1:0, 0:1)
20. dubna 1996 – Eindhoven
 Polsko -  Nizozemsko 2:2 (1:2, 0:0, 1:0)
20. dubna 1996 – Eindhoven

## MS Skupina C
|    |            | KAZ  | UKR  | SLO  | HUN  | EST  | ROM  | CHN  | CRO  | V | R | P | Skóre | B  |
| 1. | Kazachstán | ***  | 3:2  | 4:2  | 7:2  | 7:0  | 3:4  | 15:0 | 12:0 | 6 | 0 | 1 | 51:10 | 12 |
| 2. | Ukrajina   | 2:3  | ***  | 4:2  | 4:1  | 5:2  | 7:2  | 7:2  | 11:1 | 6 | 0 | 1 | 40:13 | 12 |
| 3. | Slovinsko  | 2:4  | 2:4  | ***  | 4:3  | 6:3  | 4:1  | 10:2 | 13:2 | 5 | 0 | 2 | 41:19 | 10 |
| 4. | Maďarsko   | 2:7  | 1:4  | 3:4  | ***  | 5:5  | 5:3  | 8:2  | 10:0 | 3 | 1 | 3 | 34:25 | 7  |
| 5. | Estonsko   | 0:7  | 2:5  | 3:6  | 5:5  | ***  | 3:2  | 13:2 | 10:2 | 3 | 1 | 3 | 36:29 | 7  |
| 6. | Rumunsko   | 4:3  | 2:7  | 1:4  | 3:5  | 2:3  | ***  | 11:3 | 9:2  | 3 | 0 | 4 | 32:27 | 6  |
| 7. | Čína       | 0:15 | 2:7  | 2:10 | 2:8  | 2:13 | 3:11 | ***  | 6:4  | 1 | 0 | 6 | 17:68 | 2  |
| 8. | Chorvatsko | 0:12 | 1:11 | 2:13 | 0:10 | 2:10 | 2:9  | 4:6  | ***  | 0 | 0 | 7 | 11:71 | 0  |

 Rumunsko -  Chorvatsko 9:2 (2:0, 2:1, 5:1)
22. března 1996 – Kranj
 Estonsko -  Čína 13:2 (4:2, 4:0, 5:0)
22. března 1996 – Jesenice
 Ukrajina -  Maďarsko 4:1 (0:0, 3:1, 1:0)
22. března 1996 – Kranj
 Kazachstán -  Slovinsko 4:2 (1:1, 2:0, 1:1)
22. března 1996 – Jesenice
 Maďarsko -  Kazachstán 2:7 (0:2, 1:4, 1:1)
23. března 1996 – Kranj
 Čína -  Ukrajina 2:7 (0:3, 0:0, 2:4)
23. března 1996 – Jesenice
 Slovinsko -  Rumunsko 4:1 (1:0, 1:1, 2:0)
23. března 1996 – Kranj
 Estonsko -  Chorvatsko 10:2 (2:1, 7:1, 1:0)
23. března 1996 – Jesenice
 Estonsko -  Slovinsko 3:6 (1:3, 1:1, 1:2)
25. března 1996 – Kranj
 Ukrajina -  Chorvatsko 11:1 (4:0, 3:1, 4:0)
25. března 1996 – Jesenice
 Kazachstán -  Čína 15:0 (2:0, 6:0, 7:0)
25. března 1996 – Kranj
 Rumunsko -  Maďarsko 3:5 (1:2, 1:1, 1:2)
25. března 1996 – Jesenice
 Kazachstán -  Chorvatsko 12:0 (6:0, 2:0, 4:0)
26. března 1996 – Kranj
 Čína -  Rumunsko 3:11 (0:5, 3:5, 0:1)
26. března 1996 – Jesenice
 Maďarsko -  Estonsko 5:5 (0:2, 2:1, 3:2)
26. března 1996 – Kranj
 Slovinsko -  Ukrajina 2:4 (1:3, 0:0, 1:1)
26. března 1996 – Jesenice
 Chorvatsko -  Čína 4:6 (1:3, 1:1, 2:2)
28. března 1996 – Kranj
 Rumunsko -  Estonsko 2:3 (0:1, 0:1, 2:1)
28. března 1996 – Jesenice
 Kazachstán -  Ukrajina 3:2 (0:0, 2:2, 1:0)
28. března 1996 – Kranj
 Maďarsko -  Slovinsko 3:4 (1:1, 1:1, 1:2)
28. března 1996 – Jesenice
 Chorvatsko -  Maďarsko 0:10 (0:4, 0:1, 0:5)
29. března 1996 – Kranj
 Ukrajina –  Rumunsko 7:2 (0:2, 3:0, 4:0)
29. března 1996 – Jesenice
 Estonsko -  Kazachstán 0:7 (0:4, 0:1, 0:2)
29. března 1996 – Kranj
 Slovinsko -  Čína 10:2 (2:1, 5:0, 3:1)
29. března 1996 – Jesenice
 Chorvatsko -  Slovinsko 2:13 (0:4, 1:6, 1:3)
31. března 1996 – Kranj
 Ukrajina -  Estonsko 5:2 (1:1, 3:0, 1:1)
31. března 1996 – Jesenice
 Rumunsko -  Kazachstán 4:3 (1:1, 1:1, 2:1)
31. března 1996 – Kranj
 Čína -  Maďarsko 2:8 (1:2, 0:5, 1:1)
31. března 1996 – Jesenice

## MS Skupina D

### Skupina A
|    |             | YUG | ESP  | KOR  | AUS  | V | R | P | Skóre | B |
| 1. | Srbsko a ČH | *** | 4:3  | 3:1  | 7:1  | 3 | 0 | 0 | 14:5  | 6 |
| 2. | Španělsko   | 3:4 | ***  | 1:1  | 11:1 | 1 | 1 | 1 | 15:6  | 3 |
| 3. | Korea       | 1:3 | 1:1  | ***  | 13:6 | 1 | 1 | 1 | 15:10 | 3 |
| 4. | Austrálie   | 1:7 | 1:11 | 6:13 | ***  | 0 | 0 | 3 | 8:31  | 0 |

 Srbsko a ČH -  Austrálie 7:1 (5:0, 1:1, 1:0)
25. března 1996 – Kaunas
 Korejská republika -  Španělsko 1:1 (0:1, 0:0, 1:0)
25. března 1996 – Kaunas
 Španělsko -  Austrálie 11:1 (1:1, 6:0, 4:0)
26. března 1996 – Kaunas
 Srbsko a ČH -  Korejská republika 3:1 (0:1, 1:0, 2:0)
26. března 1996 – Kaunas
 Austrálie -  Korejská republika 6:13 (2:4, 1:4, 3:5)
28. března 1996 – Kaunas
 Španělsko -  Srbsko a ČH 3:4 (2:2, 1:2, 0:0)
28. března 1996 – Kaunas

### Skupina B
|    |           | LIT  | BEL  | BUL  | ISR  | V | R | P | Skóre | B |
| 1. | Litva     | ***  | 11:2 | 3:0  | 5:0k | 3 | 0 | 0 | 19:2  | 6 |
| 2. | Belgie    | 2:11 | ***  | 3:2  | 5:0  | 2 | 0 | 1 | 10:13 | 4 |
| 3. | Bulharsko | 0:3  | 2:3  | ***  | 5:0k | 1 | 0 | 2 | 7:6   | 2 |
| 4. | Izrael    | 0:5k | 0:5  | 0:5k | ***  | 0 | 0 | 3 | 0:15  | 0 |

K = utkání Bulharsko - Izrael 3:3 a Litva - Izrael 7:2, skončila kvůli neoprávněnému startu
hráčů v týmu Izraele kontumačně 5:0.

 Bulharsko -  Izrael 3:3
25. března 1996 – Elektrėnai
 Belgie -  Litva 2:11 (0:2, 1:6, 1:3)
25. března 1996 – Elektrėnai
 Bulharsko -  Belgie 2:3 (0:0, 1:2, 1:1)
26. března 1996 – Elektrėnai
 Litva -  Izrael 7:2 (0:0, 4:1, 3:1)
26. března 1996 – Elektrėnai
 Izrael -  Belgie 0:5 (0:2, 0:2, 0:1)
28. března 1996 – Elektrėnai
 Litva -  Bulharsko 3:0 (3:0, 0:0, 0:0)
28. března 1996 – Elektrėnai

### Finále
|    |             | LIT   | YUG  | ESP  | BEL   | V | R | P | Skóre | B |
| 1. | Litva       | ***   | 3:1  | 11:1 | 11:2* | 3 | 0 | 0 | 25:4  | 6 |
| 2. | Srbsko a ČH | 1:3   | ***  | 4:3* | 5:2   | 2 | 0 | 1 | 10:8  | 4 |
| 3. | Španělsko   | 1:11  | 3:4* | ***  | 6:1   | 1 | 0 | 2 | 10:16 | 2 |
| 4. | Belgie      | 2:11* | 2:5  | 1:6  | ***   | 0 | 0 | 3 | 6:24  | 0 |

 Srbsko a ČH -  Belgie 5:2 (0:1, 5:0, 0:1)
30. března 1996 – Elektrėnai
 Litva -  Španělsko 11:1 (4:0, 2:0, 5:1)
30. března 1996 – Elektrėnai
 Španělsko -  Belgie 6:1 (1:3, 0:1, 0:2)
31. března 1996 – Kaunas
 Litva -  Srbsko a ČH 3:1 (1:0, 1:0, 1:1)
31. března 1996 – Elektrėnai

### O 5. - 8. místo
|    |           | KOR   | BUL  | ISR   | AUS   | V | R | P | Skóre | B |
| 5. | Korea     | ***   | 6:4  | 3:3   | 13:6* | 2 | 1 | 0 | 22:13 | 5 |
| 6. | Bulharsko | 6:4   | ***  | 5:0k* | 5:4   | 2 | 0 | 1 | 14:10 | 4 |
| 7. | Izrael    | 3:3   | 0:5k | ***   | 7:2   | 1 | 1 | 1 | 10:10 | 3 |
| 8. | Austrálie | 6:13* | 4:5  | 2:7   | ***   | 0 | 0 | 3 | 12:25 | 0 |

 Bulharsko -  Austrálie 5:4 (0:1, 3:1, 2:2)
30. března 1996 – Kaunas
 Korejská republika -  Izrael3:3 (2:3, 1:0, 0:0)
30. března 1996 – Elektrėnai
 Austrálie -  Izrael 2:7 (1:1, 1:3, 0:3)
31. března 1996 – Elektrėnai
 Bulharsko -  Korejská republika 4:6 (1:3, 1:1, 2:2)
31. března 1996 – Elektrėnai

## Kvalifikace Mistrovství světa o skupinu D

### Středomořská zóna
|    |         | ISR  | TUR  | GRE  | V | R | P | Skóre | B |
| 1. | Izrael  | ***  | 19:0 | 5:0k | 2 | 0 | 0 | 24:0  | 4 |
| 2. | Turecko | 0:19 | ***  | 5:0k | 1 | 0 | 1 | 5:19  | 2 |
| *  | Řecko   | 0:5k | 0:5k | ***  | 0 | 0 | 2 | 0:10  | 0 |

- Řecko bylo vyloučeno ze soutěže pro porušení řádů hokejové federace týkajících se oprávnění startu hokejistů s cizím občanstvím, výsledky s Tureckem a Izraelem byly anulovány.

 Řecko -  Izrael 4:1 (3:0, 1:0, 0:1)
27. ledna 1995 – Metulla
 Turecko -  Řecko 0:19 (0:7, 0:8, 0:4)
28. ledna 1995 – Metulla
 Izrael -  Turecko 19:0 (8:0, 4:0, 7:0)
29. ledna 1995 – Metulla

### Oceánská zóna
|    |             | AUS | NZL | V | R | P | Skóre | B |
| 1. | Austrálie   | *** | 6:0 | 2 | 0 | 0 | 12:2  | 4 |
| 2. | Nový Zéland | 2:6 | *** | 0 | 0 | 2 | 2:12  | 0 |

 Austrálie -  Nový Zéland 6:0 (2:0, 1:0, 3:0)
5. listopadu 1995 – Sydney
 Austrálie -  Nový Zéland 6:2 (4:1, 2:0, 0:1)
6. listopadu 1995 – Sydney